# Robert Cambert
Robert Cambert (París, h. 1628-Londres, 1677) fue un compositor francés principalmente de ópera. Su ópera Pomone fue la primera ópera en francés. 
Nació en París en 1628, estudió música con Chambonnières, y su primer puesto fue como organista en la iglesia de Saint Honoré en París. En 1655 se casó con Marie du Moustier cuando estaba bajo la protección del cardenal Mazarino, quien influyó para que fuera designado superintendente de música de la reina viuda Ana de Austria, madre de Luis XIV. Sus primeros trabajos con libretos escritos por Pierre Perrin fueron representados frecuentemente en la corte durante este período. Sin embargo, después de la muerte del poderoso Mazarino, y el posterior retiro de la reina a un convento, la posición de Cambert en la corte se resintió, pues nuevas influencias corrían por la corte.
En 1669 Perrin fundó la Academia Nacional de Música, bajo el auspicio del rey francés. Cambert fue invitado para participar en el proyecto que es considerado hoy en día una de las principales influencias de la grand opéra. Sin embargo, Perrin y Cambert fueron sustituidos en la academia por Lully. Cambert, furioso por el insulto recibido, y ante la falta de interés en su trabajo que había mostrado la corte francesa, abandonó Francia en 1673 para ejercer su carrera en Inglaterra.
En Inglaterra fue calurosamente recibido en la corte del rey Carlos II y rápidamente designado "Maestro de la Banda del Rey". Varias piezas que se habían desdenado en Francia se representaron ahora en Londres, pero mientras que la corte inglesa lo aceptó, tuvo poco éxito entre el público inglés en general. Sus óperas Pomone, Ariadne y Les Peines et les plaisirs de l'amour eran aún menos del gusto anglosajón que el francés.
Robert Cambert murió, de manera bastante misteriosa, en Londres. Se supuso entonces que se había suicidado; otra teoría extendida es que fue envenenado por uno de sus criados. Algunos acusaron a Lully de complicidad en el fallecimiento de Cambert.